# Твоя Мати Твоя Мати Твоя Мати
«Твоя Мати Твоя Мати Твоя Мати» (англ. Your Mother Your Mother Your Mother) — прийдешня американський бойовик, сценарій та режисер якого написав Бассам Тарік, у головних ролях Магершала Алі, Джон Чо, Джанкарло Еспозіто, Абубакр Алі, Трамелл Тіллман, Тіффані Бун та Лейт Наклі.

## У ролях
| Актор              | Роль |
| ------------------ | ---- |
| Магершала Алі      |      |
| Джон Чо            |      |
| Джанкарло Еспозіто |      |
| Абубакр Алі        |      |
| Трамелл Тіллман    |      |
| Тіффані Бун        |      |
| Лейт Наклі         |      |
| Адія               |      |
| Джаліл Камара      |      |

## Виробництво
У лютому 2025 року було оголошено, що Бассам Тарік напише сценарій та зрежисує оригінальний фільм під назвою «Твоя Мати Твоя Мати Твоя Мати» з Махершала Алі у головній ролі. Основні зйомки розпочалися у березні 2025 року в Атланті. Решту акторського складу було оголошено у квітні, включаючи Джон Чо та Джанкарло Еспозіто.

## Музика
У травні 2025 року Son Lux оголосили, що вони напишуть музику до фільму.